# Кудо
Кудо (познато също като Дайдо-Джуку) е бойно изкуство създадено от Азума Такаши през 1981 г. Той е един от приближените ученици на Масутацу Ояма, основателят на Киокушинкай карате.
Първият българин със златен медал от международно състезание по Кудо е Европейският шампион Мартин Калчев.

## Такаши Азума
Роден в град Кесенума, Япония. След като завършва гимназия служи в японските специални части и започва да се занимава с Киокушин кай кан. Азъма открива секция за Киокушинкай в Университета Веседа през 1972 г. Самият Азума е един от добрите киокушин състезатели и в челните места на първите две световни първенства по киокушинкай, втори на шести общо Японски турнир и шампион на девети общо японски турнир. Той е притежател на 3 дан Джудо, 8 дан Киокушинкай и 7 дан Кудо. Азума е единственият човек в света, който чупи 12 ледени блока. Това е и световен рекорд в „Гинес“. Създава Дайдо-Джуку през 1981 г. въз основата на опита натрупан като Киокушин състезател. Азума не изкарва стилът от Япония 12 години и чак през 1994 г. започва неговото разпространение.